# Jundiaí

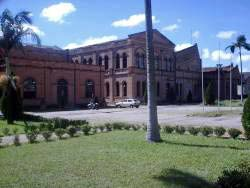
Muzeum w Jundiaí

Jundiaí − miasto w południowo-wschodniej Brazylii w stanie São Paulo.
Liczba mieszkańców w 2021 roku wynosiła 426 935.
W mieście rozwinął się przemysł metalurgiczny, elektromaszynowy, włókienniczy oraz spożywczy.
W mieście ma siedzibę klub piłkarski Paulista FC.

## Współpraca
- Hawana, Kuba
- Iwakuni, Japonia
- Padwa, Włochy
- Tai’an, Chińska Republika Ludowa
- Trenton, Stany Zjednoczone